# Faucon-du-Caire
Faucon-du-Caire ist eine französische Gemeinde mit 62 Einwohnern (Stand 1. Januar 2022) im Département Alpes-de-Haute-Provence in der Region Provence-Alpes-Côte d’Azur. Sie gehört zum Arrondissement Forcalquier und zum Kanton Seyne. Die Bewohner nennen sich Fauconniers.

## Geographie
Der Dorfkern befindet sich auf 910 m. Rund 700 Hektar der Gemeindegemarkung sind bewaldet. Sie wird vom Fluss Grand Vallon durchquert.
Die Gemeinde grenzt im Nordosten an Gigors, im Osten Turriers, im Süden an Bayons, im Südwesten an Clamensane (Berührungspunkt), im Westen an Le Caire und Curbans und im Nordwesten an Venterol.

## Bevölkerungsentwicklung
| Jahr      | 1962 | 1968 | 1975 | 1982 | 1990 | 1999 | 2008 | 2013 |
| --------- | ---- | ---- | ---- | ---- | ---- | ---- | ---- | ---- |
| Einwohner | 37   | 38   | 34   | 35   | 49   | 35   | 55   | 56   |

## Sehenswürdigkeiten

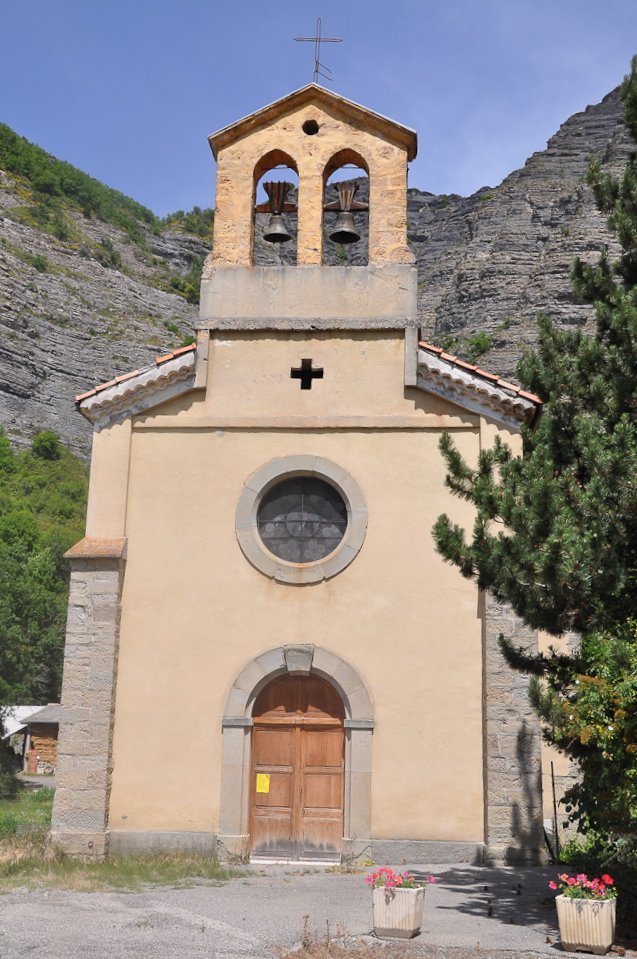
Kirche Notre-Dame

- Kirche Notre-Dame